# Індійський міжнародний кінофестиваль
Індійський міжнародний кінофестиваль (англ. International Film Festival of India; IFFI) — один з найголовніших кінофестивалів Азії, заснований у 1952 році. Проводиться щорічно в одному з міст узбережжя індійського штату Гоа. Фестиваль акредитований Міжнародною федерацією асоціацій кінопродюсерів (FAPF).
Фестиваль проводиться спільно Міністерством інформації і радіомовлення і урядом Гоа.

## Історія
Перша церемонія IFFI була організована урядом Індії під патронажем першого прем'єр-міністра. Вона проходила в Мумбаї з 24 січня по 1 лютого 1952 року. Потім вона пройшла також у Мадрасі, Делі, Калькутті і Тируванантапурамі. У Делі фестиваль 21 лютого відкрив прем'єр-міністр Джавахарлал Неру. Всього було показано близько 40 повнометражних і 100 короткометражних фільмів.
З самого свого початку IFFI є найбільшим кінофестивалем в Індії. Настуні фестивалі проходили в Нью-Делі. З січня 1965 року фестиваль проводився в Тируванантапураме, столиці штату Керала, ставши конкурсним. У 1975 році уперше відбувся альтернативний позаконкурсний фестиваль Filmotsav, який повинен був проходити в інших містах і в інші роки, але пізніше був об'єднаний з IFFI. З 2004 року фестиваль перемістився з Тируванантапурама в Гоа. З цього часу фестиваль став конкурсним і проводиться щорічно.
У 2015 році в програмі фестивалю взяли участь 289 фільмів з 90 країн світу.

## Нагороди і номінації
Головні призи кінофестивалю:
- Золотий павич:
  - Найкращий фільм
- Срібний павич:
  - Найкращий режисер
  - Найкращий актор
  - Найкраща акторка
  - Спеціальний Приз журі